# Hanão, o Grande
Houve três líderes da Cartago Antiga que ficaram conhecidos como Hanão, o Grande, segundo os historiadores Gilbert Charles Picard e Colette Picard. Por conveniência, eles são chamados de Hanão I, o Grande, Hanão II, o Grande, e Hanão III, o Grande. Segundo outro historiador, B. H. Warmington, houve três antigos cartagineses conhecidos como Hanão "de mesmo epíteto", ou seja, "o Grande", mas ele conjectura que este seria um sobrenome familiar ou um termo ainda não compreendido corretamente pelos escritores gregos e romanos antigos. Warmington discute apenas dois deles (I e II), mas não usa os numerais para distingui-los. Outro historiador, Serge Lancel, menciona apenas um Hanão, o Grande, o número "I". O número "II", ele discute, mas o chama simplesmente de "Hanão", sem o epíteto. Claramente, é anômalo que várias pessoas recebam o epíteto de "o Grande" e, evidentemente, havia muitas outras pessoas chamadas "Hanão" em Cartago na antiguidade.

## Hanão I, o Grande
Hanão, o Grande, foi um líder político e militar de Cartago no século IV a.C.. Seu título, segundo Justino era "princeps Cathaginiensium". Considera-se mais provável que o título signifique "primeiro entre iguais" e não algum título de nobreza ou realeza.
Seu rival, Suniato, era chamado de "potentissimus Poenorum" ("o mais poderoso dos cartagineses") em 368 a.C.. Muitos anos depois, Suniato foi acusado de alta traição por suas correspondências com o Reino de Siracusa e provavelmente foi executado. No ano seguinte, Hanão, o Grande, comandou uma frota de 200 navios que venceu uma vitória decisiva sobre os gregos sicilianos, efetivamente bloqueando os planos de Dionísio I de Siracusa de atacar Lilibeu, uma cidade aliada dos cartagineses na Sicília ocidental.

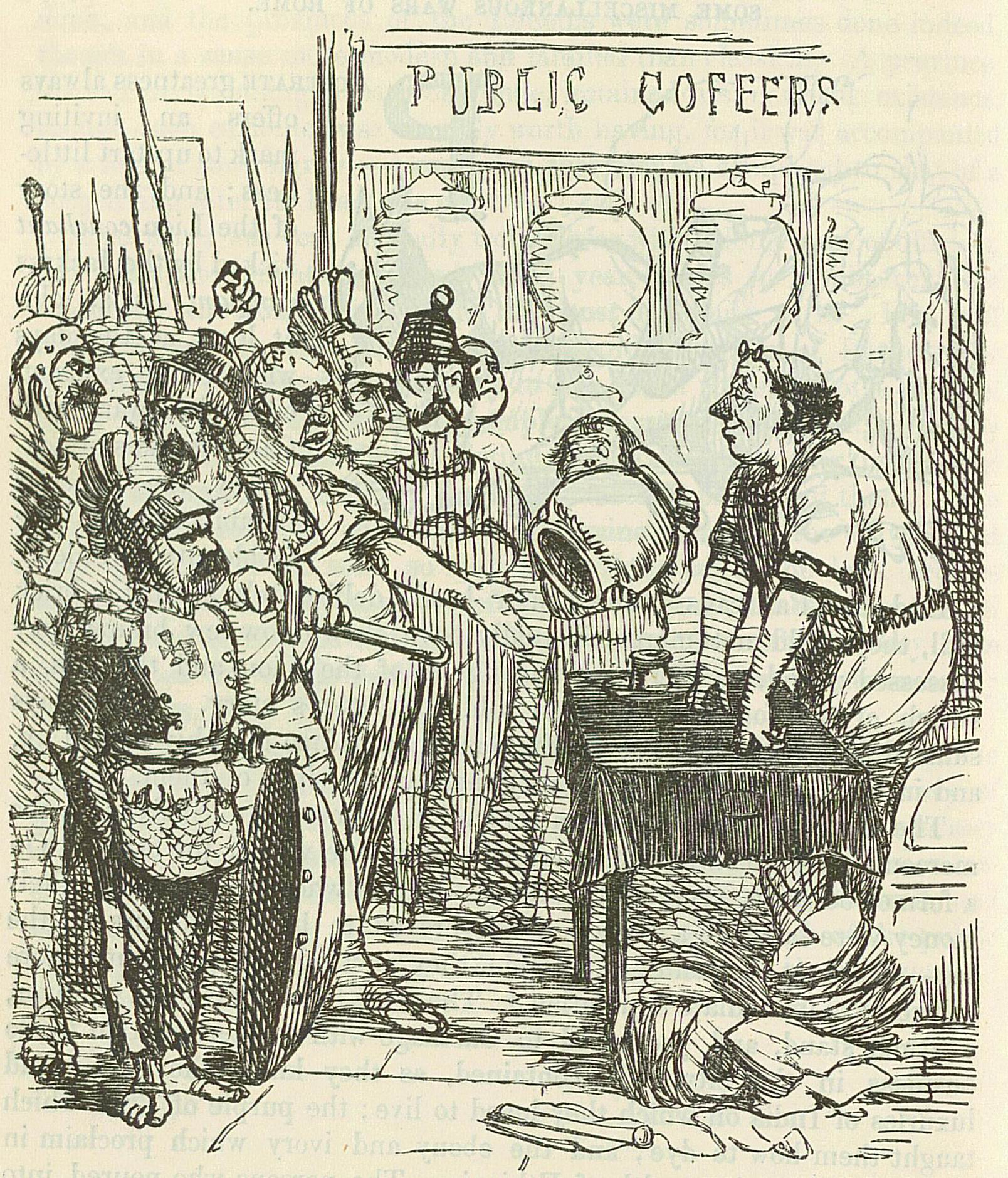
Hanão II, o Grande, anunciando que os cofres de Cartago estão vazios, causando uma revolta que levaria à Guerra dos Mercenários.

Por cerca de vinte anos, Hanão, o Grande, foi a principal figura entre os cartagineses e, provavelmente, o mais rico. Na década de 340 a.C., ele armou um complô para tornar-se um tirano. Depois de atrapalhar a distribuição de alimentos para o povo, chegou o momento de uma demonstração de força e ele utilizou para isto escravos nativos e um líder berbere. Embora não tenha representado uma ameaça militar a Cartago, Hanão, o Grande, foi capturado, condenado como traidor e torturado até a morte. Muitos membros de sua família também foram executados.
Mais tarde, seu filho, Gisgão, recebeu o comando de setenta navios de Cartago, tripulados por mercenários gregos e enviados a Lilibeu, o que forçou a negociação de um tratado com Timoleão de Siracusa por volta de 340 a.C.. Depois disto, aumentou muito o prestígio e influência de sua família em Cartago.
Hanão I, o Grande, provavelmente era um ancestral de Hanão II, o Grande.

## Hanão II, o Grande
Hanão, o Grande foi um rico aristocrata cartaginês do século III a.C.. Sua riqueza era baseada em suas propriedades rurais no norte da África e na Península Ibérica. Durante a Primeira Guerra Púnica, Hanão liderou a facção em Cartago que era contra a continuação da guerra contra a República Romana, pois ele preferia continuar conquistando territórios na África ao invés de ficar travando batalhas navais contra os romanos que nada acrescentavam à sua fortuna. Seu principal adversário era o general Amílcar Barca. Hanão desmobilizou a marinha cartaginesa em 244 a.C., dando a Roma tempo para reconstruir sua frota e, no final, para derrotar Cartago em 241 a.C..
Depois da guerra, Hanão se recusou a pagar os mercenários berberes que haviam recebido promessas de dinheiro e recompensas de Amílcar. Eles se revoltaram e Hanão assumiu o controle do exército cartaginês numa tentativa de derrotá-los. Depois de fracassar, ele foi obrigado a devolver o controle do exército a Amílcar. No fim, os dois foram obrigados a cooperar para derrotar os rebeldes em 238 a.C., dando fim a Guerra dos Mercenários.
Seu epíteto "o Grande" lhe foi aparentemente concedido por causa de suas vitórias sobre os inimigos africanos de Cartago e ele continuou a ser contra a guerra de Roma, pois ela necessariamente envolveria batalhas navais. Durante a Segunda Guerra Púnica, Hanão liderou a facção antiguerra em Cartago e foi acusado de impedir que reforços fossem enviados ao filho de Amílcar, Aníbal, depois de sua vitória na Batalha de Canas (216 a.C.). Depois da derrota de Cartago na Batalha de Zama (202 a.C.), Hanão estava entre os embaixadores enviados para negociar a paz com os romanos.

## Hanão III, o Grande
O terceiro Hanão, o Grande era um político ultraconservador de Cartago no século II a.C.